# Heuvelland-Fietsroute
De Heuvelland-Fietsroute is een LF-route in het Limburgse Heuvelland met een lengte van 41 km. Bij het ontstaan van de icoonroutes werden diverse LF-routes opgeheven, waaronder de LF6. De Heuvelland-Fietsroute is gerealiseerd na het wegvallen van deze LF6 voor het deel tussen Maastricht en Aken.
De route is in 2 richtingen bewegwijzerd met speciale Heuvelland-Fietsroute bordjes. Deze hangen bij de bebording van het fietsnetwerk.

## Traject
Het fietspad start bij de Sint Pietersberg. Hier kan worden aangesloten op de LF Maasroute (welke onderdeel is van de EuroVelo EV19 Maasroute). Ook start hier het Fietserpad.
Met de Sint Servaasbrug kruist de route de Maas en voert over de flanken van de Bemelerberg. Ze beklimt hierbij de Antoniusbank. Ze gaat ook door natuurgebied Bemelerberg & Schiepersberg en langs Groeve 't Rooth.
In Gulpen gaat de route onderlangs de Gulperberg en gaat het stroomdal van de Geul volgen. Ze maakt hierbij gebruik van delen van de Oude Akerweg. 
Via Vijlen en Vaals wordt de grens met Duitsland bereikt. De route voert door de Akense buitenwijk Vaalserquartier en beklimt de Duitse zijde van de Vaalserberg om te eindigen bij het Drielandenpunt.
Bij het Drielandenpunt kan worden aangesloten op de EuroVelo EV3 Pelgrimsroute. Middels de afdaling naar het Belgische In Gemmenich kan ook de RAVeL Ligne 38 et Ligne 39 opgepakt worden door het Land van Herve naar Luik. In het centrum van Aken zijn er aansluitingen op de Waterkastelenroute en de Vennbahn.

## Aansluitingen met Europese routes
- In Maastricht bij de Sint Pietersberg kan worden aangesloten op de EuroVelo EV19 Maasroute.
- Bij het Drielandenpunt kan worden aangesloten op de EuroVelo EV3 Pelgrimsroute.

## Aansluitingen met andere LF- of icoonroutes
- In Maastricht bij de Sint Pietersberg kan worden aangesloten op de LF Maasroute.
- Vlakbij de start kan in Kanne worden aangesloten op de LF Vlaanderenroute en de LF Heuvelroute.

## Aansluitingen met regionale routes
- Op elk willekeurig punt kan gebruik worden gemaakt van het fietsroutenetwerk ter plaatse.
- In Maastricht bij de Sint Pietersberg kan worden aangesloten op het Fietserpad.
- In Maastricht kunnen de lussen 2 en 3 van de Amstel Gold Raceroute opgepakt worden.
- In Maastricht kan de Mergellandroute opgepakt worden.
- In Gemmenich kan de RAVeL Ligne 38 et Ligne 39 opgepakt worden.
- In het centrum van Aken kan de Waterkastelenroute opgepakt worden.
- In het centrum van Aken kan de Vennbahn opgepakt worden.